# 廿里镇
廿里镇，是中国浙江省衢州市衢江区所辖的一个镇。

## 下辖行政区
下辖：
廿里村、佘塘头村、六一村、六二村、文塘村、石塘背村、富里村、山下村、里屋村、鱼头塘村、塘湖村、白马新村、杨家突村、马卜吴村、上宇村、里珠村、塘底村、彭家村、黄山村、赤柯山村和通衢村。